# Изола Морозини (Горица)
Изола Морозини је насеље у Италији у округу Горица, региону Фурланија-Јулијска крајина.
Према процени из 2011. у насељу је живело 83 становника. Насеље се налази на надморској висини од 2 м.